# Ommatius terminalis
Ommatius terminalis là một loài ruồi trong họ Asilidae. Ommatius terminalis được Bromley miêu tả năm 1936. Loài này phân bố ở vùng nhiệt đới châu Phi.